# Macrobrochis albicans
Macrobrochis albicans là một loài bướm đêm thuộc phân họ Arctiinae, họ Erebidae.